# إدوارد ستارتين
إدوارد ستارتين (1882 – 1955) هو مبارز بالسيف من المملكة المتحدة راحل، مثّل بلاده في الألعاب الأولمبية الصيفية 1920.

## روابط خارجية
إدوارد ستارتين على موقع أوليمبيديا (الإنجليزية)
- إدوارد ستارتين على موقع اللجنة الأولمبية البريطانية (الإنجليزية)